# Ithomia bolivari
Ithomia bolivari är en fjärilsart som beskrevs av William Schaus 1913. Ithomia bolivari ingår i släktet Ithomia och familjen praktfjärilar. Inga underarter finns listade i Catalogue of Life.